# Dark Horse (Nickelback-Album)
Dark Horse ist das sechste Studioalbum der kanadischen Rockband Nickelback und erschien am 15. November 2008 in Australien und zwei Tage später in Europa. Das Album wurde von Mutt Lange produziert, der unter anderem schon durch Alben von Shania Twain, AC/DC, Foreigner, Bryan Adams und Def Leppard bekannt wurde.

## Titelliste
1. Something in Your Mouth – 3:38
2. Burn It to the Ground – 3:30
3. Gotta Be Somebody – 4:13
4. I’d Come for You – 4:22
5. Next Go Round – 3:45
6. Just to Get High – 4:02
7. Never Gonna Be Alone – 3:47
8. Shakin’ Hands – 3:39
9. S.E.X. – 3:55
10. If Today Was Your Last Day – 4:08
11. This Afternoon – 4:34

## Dark-Horse-Tour
Anfang 2009 starteten Nickelback zur Unterstützung ihres Albums eine Welttournee. Diese Dark-Horse-Tour war in verschiedene Teile unterteilt. So kamen sie während des europäischen Teils auch nach Deutschland, wo sie insgesamt viermal auftraten. Als Support wurden sie während der Welttournee unter anderem von Seether (Nord-Amerika 1), Daughtry (Europa), Shinedown und Breaking Benjamin unterstützt. Auf dieser Tournee spielten sie sowohl ältere Lieder als auch neuere von Dark Horse. Aufgrund des großen Erfolges wurde die Tour im Juli 2010 um 25 Auftritte verlängert.

## Singleauskopplungen
Ursprünglich war If Today Was Your Last Day als erste Single vorgesehen, wurde jedoch im letzten Moment durch Gotta Be Somebody ersetzt. Als nächste Single erschien in Deutschland I’d Come for You. Nach einem Auftritt bei der TV total Stock Car Crash Challenge stieg Burn It to the Ground in die deutschen Singlecharts ein. Anfang 2010 wurde auch If Today Was Your Last Day in Deutschland veröffentlicht. Ab Ende Mai 2010 wurde auch This Afternoon in den deutschen Radios gespielt.
Seit Herbst 2009 ist der Song Burn It to the Ground offizieller Titelsong des Wrestlingrosters RAW der WWE. Außerdem war Burn It to the Ground auf dem Soundtrack zu Transformers – Die Rache und im Trailer von Date Night zu hören. Am 28. Februar 2010 traten Nickelback auf dem Abschlusskonzert der Olympischen Winterspiele 2010 vor 60.000 Menschen auf und spielten dort ebenfalls Burn It to the Ground.
Außerdem ist der Song offizieller Einlaufsong der DEL-Mannschaft der Hamburg Freezers.
| Jahr | Titel                      | Höchstplatzierung, Gesamtwochen, AuszeichnungChartplatzierungen (Jahr, Titel, , Platzierungen, Wochen, Auszeichnungen, Anmerkungen) | Höchstplatzierung, Gesamtwochen, AuszeichnungChartplatzierungen (Jahr, Titel, , Platzierungen, Wochen, Auszeichnungen, Anmerkungen) | Höchstplatzierung, Gesamtwochen, AuszeichnungChartplatzierungen (Jahr, Titel, , Platzierungen, Wochen, Auszeichnungen, Anmerkungen) | Höchstplatzierung, Gesamtwochen, AuszeichnungChartplatzierungen (Jahr, Titel, , Platzierungen, Wochen, Auszeichnungen, Anmerkungen) | Höchstplatzierung, Gesamtwochen, AuszeichnungChartplatzierungen (Jahr, Titel, , Platzierungen, Wochen, Auszeichnungen, Anmerkungen) | Höchstplatzierung, Gesamtwochen, AuszeichnungChartplatzierungen (Jahr, Titel, , Platzierungen, Wochen, Auszeichnungen, Anmerkungen) | Anmerkungen                                                  |
| Jahr | Titel                      | DE | AT | CH | UK | US | CA | Anmerkungen                                                  |
| ---- | -------------------------- | --- | --- | --- | --- | --- | --- | ------------------------------------------------------------ |
| 2008 | Gotta Be Somebody          | DE6 (17 Wo.)DE | AT10 (20 Wo.)AT | CH19 (25 Wo.)CH | UK20 Silber · (8 Wo.)UK | US10 (27 Wo.)US | CA5 (31 Wo.)CA | Erstveröffentlichung: 29. September 2008 Verkäufe: + 270.000 |
| 2008 | Something in Your Mouth    | — | — | — | — | US96 (1 Wo.)US | CA35 (13 Wo.)CA | Erstveröffentlichung: 28. Oktober 2008                       |
| 2009 | I’d Come for You           | DE39 (10 Wo.)DE | AT37 (10 Wo.)AT | CH38 (4 Wo.)CH | UK67 (3 Wo.)UK | US44 (2 Wo.)US | CA20 (2 Wo.)CA | Erstveröffentlichung: 3. April 2009                          |
| 2009 | Burn It to the Ground      | DE65 (3 Wo.)DE | — | — | UK— GoldUK | — | CA2 (37 Wo.)CA | Erstveröffentlichung: 25. Mai 2009 Verkäufe: + 445.000       |
| 2009 | If Today Was Your Last Day | DE31 (18 Wo.)DE | AT31 (15 Wo.)AT | CH30 (13 Wo.)CH | UK64 Silber · (11 Wo.)UK | US19 (22 Wo.)US | CA18 (32 Wo.)CA | Erstveröffentlichung: 11. Oktober 2009 Verkäufe: + 235.000   |
| 2010 | This Afternoon             | DE29 (13 Wo.)DE | AT27 (15 Wo.)AT | CH69 (1 Wo.)CH | UK79 (1 Wo.)UK | US34 (20 Wo.)US | CA23 (20 Wo.)CA | Erstveröffentlichung: 14. Juni 2010 Verkäufe: + 35.000       |

## Rezeption

### Preise
- 2009: Juno Award: Album of the Year
- 2009: MuchMusic Video Award: Video of the Year, Post Production of the Year und Rock Video of the Year
- 2010: Grammy-Nominierung: Best Hard Rock Performance (Burn It to the Ground)

### Rezensionen
Die Kritiken waren bei Dark Horse im Gegensatz zum Vorgänger All the Right Reasons wesentlich besser, wenn auch trotzdem nur durchschnittlich. So ist Dark Horse laut „The Wendigo“ von Whiskey-soda.de „endlich mal ein Album zum Abrocken“. Ebenso beschreibt er Burn It to the Ground als besten Song der Bandgeschichte. Gleichzeitig findet er, dass man sich das „peinliche Never Gonna Be Alone hätte sparen können“. Insgesamt sieht er in Dark Horse einen Mix aus Hard Rock, Pop, Country und Rock ’n’ Roll, „das Alice Cooper in die Tasche steckt und Stadionrock à la Springsteen oder Kid Rock trifft“. CD-starts.de schrieb, dass das Album mit Never Gonna Be Alone an eine moderne Version von Def Leppard erinnert. Dark Horse sei eine „bis auf wenige Ausnahmen, wie das verzichtbare S.E.X., eine erfreuliche Ausnahme im Mainstream-Hardrocksektor“. Dank Mutt Lange „zaubern die Herren einen muskelbepackten Ohrwurm nach dem anderen aus dem Hut“.

## Kommerzieller Erfolg

### Chartplatzierungen
| ChartsChartplatzierungen       | Höchstplatzierung | Wochen |
| ------------------------------ | ----------------- | ------ |
| Deutschland (GfK)              | 4 (40 Wo.)        | 40     |
| Kanada (MC)                    | 1 (63 Wo.)        | 63     |
| Österreich (Ö3)                | 5 (35 Wo.)        | 35     |
| Schweiz (IFPI)                 | 5 (37 Wo.)        | 37     |
| Vereinigte Staaten (Billboard) | 2 (166 Wo.)       | 166    |
| Vereinigtes Königreich (OCC)   | 4 (26 Wo.)        | 26     |

| ChartsJahrescharts (2008)    | Platzierung |
| ---------------------------- | ----------- |
| Schweiz (IFPI)               | 52          |
| Vereinigtes Königreich (OCC) | 88          |

| ChartsJahrescharts (2009)      | Platzierung |
| ------------------------------ | ----------- |
| Deutschland (GfK)              | 98          |
| Schweiz (IFPI)                 | 64          |
| Vereinigte Staaten (Billboard) | 3           |

### Auszeichnungen für Musikverkäufe
| Land/Region                  | Auszeichnungen für Musikverkäufe (Land/Region, Auszeichnung, Verkäufe) | Verkäufe  |
| ---------------------------- | ---------------------------------------------------------------------- | --------- |
| Australien (ARIA)            | 3× Platin                                                              | 210.000   |
| Dänemark (IFPI)              | Platin                                                                 | 20.000    |
| Deutschland (BVMI)           | 3× Gold                                                                | 300.000   |
| Golf-Kooperationsrat (IFPI)  | Platin                                                                 | 6.000     |
| Kanada (MC)                  | 9× Platin                                                              | 720.000   |
| Neuseeland (RMNZ)            | 2× Platin                                                              | 30.000    |
| Österreich (IFPI)            | Gold                                                                   | 10.000    |
| Schweden (IFPI)              | Gold                                                                   | 20.000    |
| Vereinigte Staaten (RIAA)    | 3× Platin                                                              | 3.000.000 |
| Vereinigtes Königreich (BPI) | Platin                                                                 | 300.000   |
| Insgesamt                    | 3× Gold · 21× Platin ·                                                 | 4.616.000 |

Hauptartikel: Nickelback/Auszeichnungen für Musikverkäufe